# Christliche Gästehäuser Monbachtal
Die Christliche Gästehäuser Monbachtal gemeinnützige GmbH (CGM) mit Sitz in Bad Liebenzell ist eine Ferienanlage, Familienferien- und Tagungsstätte der Liebenzeller Mission.

## Lage
Die CGM liegen etwa zwei Kilometer außerhalb von Bad Liebenzell im Wohngebiet Monbachtal. Das vom Monbach durchflossene Gelände erstreckt sich von der durch die Bahnlinie getrennten Nagold bis zum im Osten angrenzenden Naturschutzgebiet Monbachtal und hat einen Nagoldtalbahn-Bedarfshaltepunkt Monbach-Neuhausen.

## Geschichte

### 1919 bis 1975
Das älteste der drei Gästehäuser war ein Kurhotel, gebaut 1912. Der Stuttgarter Fabrikant Ernst Samuel Zimmermann (1869–1922) kaufte 1919 aus seinem Privatvermögen das Kurhotel und für 180.000 Mark die 680 ar Wiesengelände und nutzte das Kurhotel sowie zunächst eine günstig erworbene Militär-Wohnbaracke als Erholungsheim für Jugendliche. Mit Unterstützung des dazu gegründeten Trägerkreises Christlicher Verein für Jugendwohlfahrt e. V. Stuttgart, dessen Vorsitzender er bis zu seinem frühen Tod 1922 war, kamen ab 1924 weitere Gebäude dazu: ein Ferienheim, ein Landwirtschafts- und Wohngebäude, ein Saalbau mit Speise- und Versammlungsräumen und das Sommerheim als Schlaf- und Liegehalle. In den Jahren 1922 bis 1939 waren vor allem die Süddeutschen Reichsfreizeiten der Evangelischen Jungmännerbünde Jahreshöhepunkte, daneben Ferienlager, Tagungen, Arbeitslosenfreizeiten und -schulungskurse sowie Singe- und Posaunenchorfreizeiten. Auch dienten die Häuser für Schullandheime und Kinderfreizeiten. An Ostern 1939 fand die letzte evangelische Jugendfreizeit unter der Leitung des späteren Bundestagspräsidenten Hermann Ehlers statt. Sophie Scholl schreibt in einem Brief vom 26. Juli 1940 aus Ulm an ihre Geschwister, dass sie ins Monbachtal fahren wird. Die Zwänge der Kriegsereignisse der folgenden Jahre während des Dritten Reichs veränderten die bisherige Nutzung: Mit Kriegsbeginn mussten Patienten aus Karlsruher Krankenhäusern aufgenommen werden. 1942 wurden die Einrichtungen des Monbachtals durch die deutsche Wehrmacht beschlagnahmt und in allen Häusern ein Hilfslazarett eingerichtet, das von 1945 bis 1951 die Verletzten des Bombenangriffs auf Pforzheim und anschließend alte Menschen aufnahm. Erst 1951 konnte der Verein seine Arbeit zur Jugenderholung wieder aufnehmen. Mit dem Bau von zwölf Ferienhäusern im Jahr 1967 wurde auch für Familien ein Ort der Erholung geschaffen. 1969, im Jahr des 50-jährigen Jubiläums, erhielt das Monbachtal den Status als Staatlich anerkannter Erholungsort. Aus finanziellen Gründen führte der Verein ab 1970 mit verschiedenen Organisationen Übernahmegespräche, da unter anderem wegen schwindender Belegungszahlen und Ausbleiben früherer Fördermittel aus dem Bundesjugendplan eine Lösung gefunden werden musste. Nachdem die beiden evangelischen Landeskirchen von Baden und Württemberg sich zu einer Übernahme der Trägerschaft des Monbachtals außer Stande gesehen hatten, verblieb noch die Liebenzeller Mission als Möglichkeit. Mit Satzungsänderung vom 8. April 1975 wurde der Sitz des Vereins nach Liebenzell verlegt. Liegenschaften und Vermögen des Vereins in Aktiva und Passiva wurden an die Liebenzeller Mission übertragen. Schon vorher durch Tod (Theodor Zimmermann und Johannes Fulda aus der ehemaligen DCSV) und schließlich im Zuge der Neubildung der Vereinsleitung schieden alle bisherigen Mitglieder aus dem neustrukturierten Verein aus: Persönlichkeiten aus der Tradition des Stuttgarter Sonntagsvereins und des CVJM Stuttgart, der landeskirchlich orientierten süddeutsch-evangelischen Jungmännerbünde und Schülerbibelkreise, der Schülerarbeit in Württemberg, des Landesjugendpfarramts, der württembergisch-evangelischen Kirchenleitung und der bis zuletzt noch engagierten Gründerfamilie Zimmermann. Auch endeten alle Belegungen der württembergischen Landeskirche und des Evangelischen Jungmännerwerks sowie die Tagungen der Evangelischen Akademie Bad Boll. Vereinbarungsgemäß wurde damit eine personelle und inhaltliche Kontinuität vermieden, verbunden mit einer bewussten Abgrenzung von der Liebenzeller Mission in der Zeit des Nationalsozialismus.

### Seit 1975

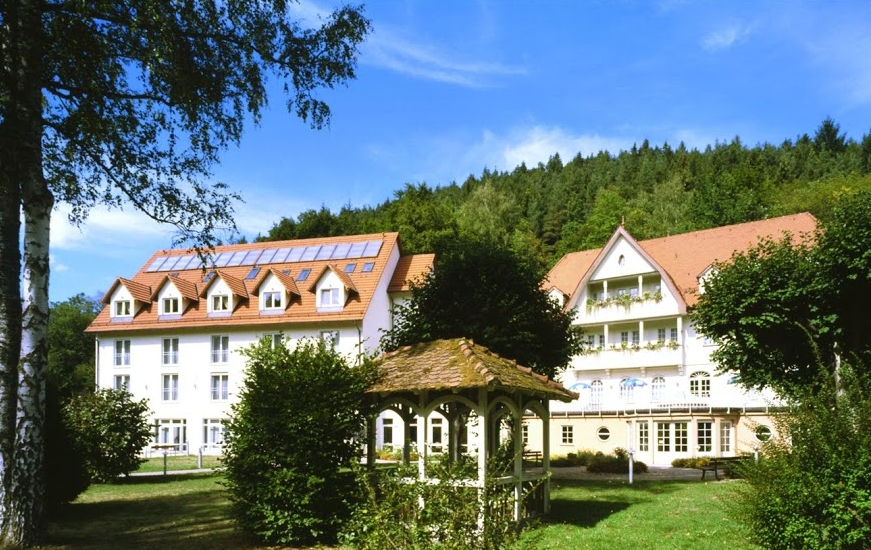
Zwei der Gästehäuser (rechts das ehemalige Kurhotel)

Damit wurde 1975 die Liebenzeller Mission neuer Träger des nun genannten Ferien- und Bibelheim Monbachtal e. V. wurde. Unter seinem ersten Leiter Karl Anderson wurde 1983 der Bau des Jugendheimes im oberen Tal eingeweiht. Bald wurden die Tagungsräume für Seminare und Fortbildungen genutzt. Seit 1975 findet hier die jährliche Arbeitstagung der Mitarbeiter des Liebenzeller Gemeinschaftsverband statt. Zwischen 1979 und 1985 hatte das Seminar für Missionarische Fortbildung der Arbeitsgemeinschaft Evangelikaler Missionen, die heutige Akademie für Weltmission, unter der Leitung von George W. Peters hier ihren Sitz. Die Liebenzeller Mission veranstaltet hier seit 1984 das alljährlich stattfindende Teenager-Missions-Treffen (TMT) mit rund 2000 Besuchern. Ende der 1990er Jahre wurde in den Räumlichkeiten der CGM die von Karl Anderson begonnene Seelsorgearbeit, die heutige Initiative Seelsorge Beratung Bildung (ISBB), unter ihrem neuen Leiter Reinhard Meier fortgeführt. Zwischen 2001 und 2003 leitete Hanspeter Wolfsberger das Programm Haus der Stille. Als zusätzliche Räumlichkeit wurde eine kleine Holzkapelle gestiftet. Im Jahr 2002 konnte das neueste Gästehaus eingeweiht werden. Von 2006 bis 2011 bot die Schwesternschaft der Liebenzeller Mission unter dem Namen Monbach-Oase Seelsorge für Gäste an. Seit 2008 hat das Bildungszentrum der Liebenzeller Mission hier seine Zentrale und seit 2014 nutzt die Internationale Hochschule Liebenzell Vorlesungsräume für einen ihrer Master-Studiengänge.
Seit Oktober 2013 firmiert der bisherige Verein als Christliche Gästehäuser Monbachtal gGmbH, dessen gemeinnützige Arbeit auch durch Spenden unterstützt wird. Die CGM ist Mitglied der Arbeitsgemeinschaft Evangelischer Tagungs- und Gästehäuser sowie der Bundesarbeitsgemeinschaft Familienerholung und als Familienferienstätte Mit-Träger der Stiftung Evangelische Familienerholung, die das Ziel verfolgt, einkommensschwache Familien mit Zuschüssen zu stärken.
Ihre Leiter prägten in ihrer Zeit sowohl Gastlichkeit als auch äußeres Erscheinungsbild, indem sie Renovierungen als auch Neubauten vorantrieben: nach Karl Anderson waren dies ab 1992 Hermann Decker und von 2000 bis 2005 Jürgen Höppner. Armin Jans löste 2012 Heinz Mack nach sieben Jahren in der Leitung ab. 2021 übernahm Eric Bayer die Leitung.

## Gästebetrieb

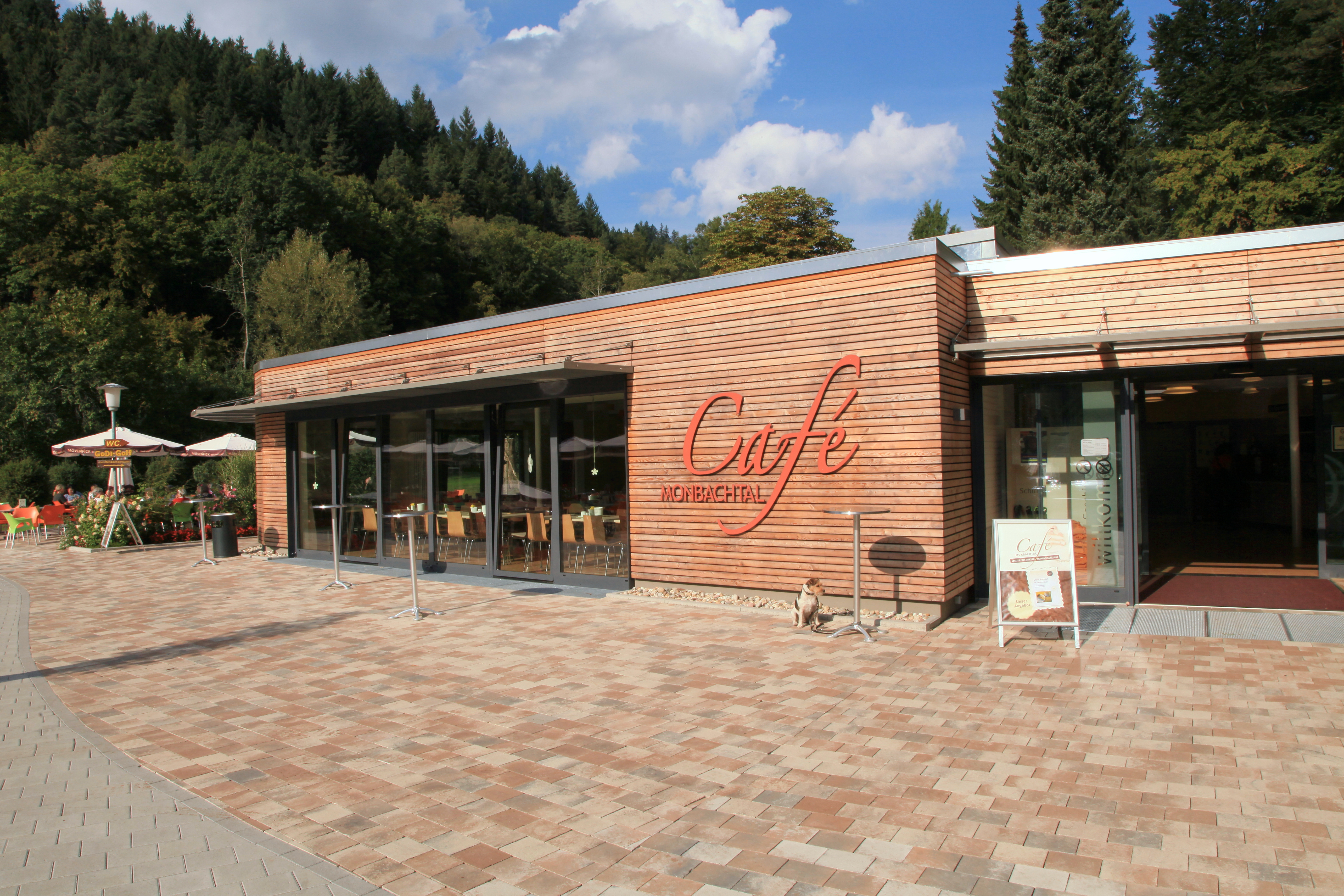
Café Monbachtal

Zur Ferienanlage mit rund 230 Betten gehören drei Gästehäuser mit Tagungsräumen, das Feriendorf mit zwölf Ferienhäusern – davon eines als „Spielehaus“ für Kinder, Häuser für Gruppen zur Selbstversorgung, ein 3-teilbarer Saal mit getrennten Zugängen für Tagungen und Feiern sowie ein Café mit Terrasse. Die Übernachtungszahlen konnten zwischen 2005 und 2008 von 29000 auf 39820 gesteigert werden.

### Angebote
Als Service werden Familienferien in den Sommermonaten gestaltet. Die Programminhalte wollen auf Lebensfreude, Lebensqualität und die Beantwortung verschiedener Lebensfragen abzielen.
Unter dem Motto Dem Leben begegnen wird Dienstleistung mit biblischer Botschaft verbunden. Es bestehen Rad- und Wanderwege, eine Wassertretanlage, eine 2010 als GoDi-Golf abgelöste Mini-Golf-Anlage, ein Hochseil-Parcours, Wiesenfläche für Beachvolleyball mit Abenteuerspielplatz, Grillplatz und ein Streichelzoo. Rückzugsmöglichkeiten bieten der Raum der Stille und eine kleine Holzkapelle. Im Juli 2016 wurde eine weitere Kapelle eingeweiht, die erste Café-Kapelle in Deutschland. Sie schließt räumlich direkt an den Gastronomiebetrieb an.

### Veranstaltungen
Es werden altersgerechte Veranstaltungen wie Freizeiten für Großeltern und Enkel, Vater-Sohn-Erlebniswochenende, Einkehrtage, Motorsägen-Grundlehrgang für Männer, Themen-Wochenende für Frauen, Seminar für Singles, Kulinarischer Abend, Oasentag, Jahresend-Familienfreizeit angeboten. Seminarangebote zu Themen des Alltags, Orientierungstage für Schüler und internationale Seminare vervollständigen das Programmangebot.

### Freiwilligendienste
Die CGM bieten Stellen für Freiwilligendienste wie FSJ und BFD im handwerklichen und gärtnerischen Bereich sowie in der Hauswirtschaft an.